# Ioan al V-lea de Brandenburg
Ioan al V-lea supranumit cel Ilustru (în germană Johann V.; n. august 1302 – d. aprilie 1317, Spandau), aparținând Casei de Ascania, a fost margraf de Brandenburg din 1308 până la sfârșitul vieții. 

## Biografie
Părinții săi au fost margraful de Brandenburg, Herman I de Brandenburg, și Anna de Austria, fiica regelui romano-german Albert I, duce al Austriei și rege al Boemiei. La moartea tatălui său, conform obiceiurilor legale din Saxonia, tutela lui Ioan a fost preluată de margraful Waldemar de Brandenburg, care provenea dintr-o ramură veche a familiei. După un început dificil, tutorii numiți anterior de tatăl său, au vrut să împiedice cu orice preț tutela lui Waldemar însă acesta a reușit să se impună, căsătoria sa cu sora lui Ioan, Agnes de Brandenburg (c. 1296–1334), jucând rolul decisiv.
Relația dintre Ioan și tutorele său a fost una bazată pe încredere de-a lungul întregii sale vieți.
În august 1314, ajuns la majorat la vârsta de 12 ani, a preluat independent conducerea în teritoriile din Brandenburg ale liniei Ottoniene. La 16 august este atesta documentar ca acționând independent în Castelul Werbellin.
Ioan a fost căsătorit cu Caterina de Glogau (d. 1327), fiica ducelui Henric al III-lea de Glogau. Căsătoria cu prințesa Sileziei a fost probabil intermediată de mama sa, Anna, care după încheierea perioadei de doliu, în 1310 se căsătorise cu ducele Sileziei Inferioare, Henric al VI-lea de Breslau. Căsătoria celor doi tineri nu a fost niciodată consumată, inițial probabil datorită vârstei fragede a mirilor. Margraful Ioan a murit pe neașteptate la vârsta de 14 ani fără a avea urmași.
Odată cu această moarte timpurie, linia Salzwedel (linia Ottoniană) a Casei de Ascania s-a stins pe linie masculină. Posesiunile au revenit liniei mai vechi, Stendal, respectiv margrafului Waldemar, care a pus capăt divizării Brandenburgului începută în 1258.
Ceremoniile funerare, organizate de margraful Waldemar, au avut loc la Paștele anului 1317 (pe 4 sau 5 aprilie) la Spandau. Ioan al V-lea a fost înmormântat în Mănăstirea Lehnin, locul de înmormântare al strămoșilor săi.
Ioan a primit ulterior supranumele „cel Ilustru” datorită unei interpretări greșite a adjectivului latin „illustris”, care era de obicei alăturat numelui margrafilor ca epitet onorific. Astfel „ilustrul margraf” (illustris Marchio) a devenit „Ioan cel Ilustru”. Cronicarii, generație după generație, au acceptat acest supranume al lui Ioan fără comentarii.
Frații lui Ioan al V-lea de Brandenburg au fost:
- Agnes (n. 1298–1334), căsătorită în 1309 cu Waldemar, margraful de Brandenburg și în 1319 cu Otto cel Blând, ducele de Brunswick-Lüneburg;
- Iudita (Jutta) de Brandenburg-Salzwedel (n. 1301–1353), căsătorită cu contele Henric al VIII-lea de Henneberg-Schleusingen (d. 1347):
- Matilda de Brandenburg-Salzwedel (d. 1323), căsătorită cu ducele Henric al IV-lea de Glogau (d. 1342).